# Tangara cyanomelas
La tangara pechiplateada (Tangara cyanomelas) es una especie —o la subespecie Tangara velia cyanomelas, dependiendo de la clasificación considerada— de ave paseriforme de la familia Thraupidae, perteneciente al numeroso género Tangara. Es endémica del este de Brasil.

## Distribución y hábitat
Se distribuye en el litoral oriental de Brasil, desde Pernambuco hasta Río de Janeiro, pero actualmente principalmente de Espirito Santo hacia el norte.
Esta especie es considerada escasa en sus hábitats naturales: el dosel y los bordes del bosque húmedo de la Mata atlántica y claros arbolados adyacentes, principalmente por debajo de los 500 m de altitud.

## Descripción
Mide 13,5 cm de longitud. Por arriba es negra, con blanco amarillento en la frente y en la rabadilla y una gran área en el bajo dorso y en la rabadilla de color azul intenso. El pecho y los flancos son gris azulado con puntos oscuros, y el medio del vientre y el crissum de color ferrugíneo.

## Sistemática

### Descripción original
La especie T. cyanomelas fue descrita por primera vez por el naturalista alemán Maximilian zu Wied-Neuwied en 1830 bajo el nombre científico Tanagra cyanomelas; su localidad tipo es: «río Ilheus, Bahía, Brasil».

### Etimología
El nombre genérico femenino Tangara deriva de la palabra en el idioma tupí «tangará», que significa «bailarín» y era utilizado originalmente para designar una variedad de aves de colorido brillante; y el nombre de la especie «cyanomelas, se compone de las palabras griegas «kuanos»: azul oscuro, y «melas, melanos»: negro.

### Taxonomía
La presente especie es tradicionalmente tratada como una subespecie de la amazónica Tangara velia; sin embargo, las clasificaciones Aves del Mundo (HBW) y Birdlife International (BLI), así como el Comité Brasileño de Registros Ornitológicos (CBRO), la consideran una especie separada, con base en diferencias de plumaje y morfométricas. Esta separación no es seguida todavía por otras clasificaciones. Es monotípica.